# Lorenzo Ismael Viñas
Lorenzo Ismael Viñas (Buenos Aires, 20 de junio de 1955 - Paso de los Libres, 26 de junio de 1980) fue un joven estudiante argentino desaparecido durante la dictadura conocida como Proceso de Reorganización Nacional. Era hijo del conocido escritor argentino David Viñas y la escritora y artista plástica ítalo-argentina Adelaida Gigli. Su hermana, María Adelaida, que era un año mayor, también es una detenida desaparecida, habiendo siendo capturada en la zona del Jardín Zoológico de la ciudad de Buenos Aires el 29 de agosto de 1976.

## Militancia política
Lorenzo Ismael fue un joven militante peronista, que llegó al grado de teniente dentro de la organización armada Montoneros, dentro de la cual se especializó en logística. Su nombre de guerra dentro de la organización era "Andrés". 
Desde 1976 estuvo exiliado en México junto con su esposa Claudia Olga Romana Allegrini. En algún momento entre 1979 y 1980 el matrimonio regresa a la Argentina, y es aquí donde nace su hija, a la que llaman María Paula, el 28 de mayo de 1980. Sin embargo, la situación política era sumamente complicada para la pareja, y un mes después del nacimiento de su hija, las persecuciones y la represión los obligan a emprender un nuevo exilio, probablemente hacia Italia, donde ya vivían los padres de Lorenzo. Es por ello que intentaba salir del país. 

## Desaparición forzada
Su desaparición se produjo cuando él tenía 25 años, mientras viajaba en un micro hacia Brasil. Específicamente es capturado en Paso de los Libres, antes del intento de cruzar el puente internacional de Paso de los Libres-Uruguayana, cuando estaba en viaje rumbo a Río de Janeiro con el nombre de Néstor Manuel Ayala. Según se pudo saber después, su paradero era conocido por la Policía Federal, por lo que se dirigieron directamente a su asiento y le sacaron del vehículo sin preguntarle nada. Su captura se encuentra dentro de la Operación Cóndor, el plan de colaboración represiva de las dictaduras del Cono Sur. Estuvo con vida un tiempo antes de que fuera asesinado, luego de sufrir gran cantidad de torturas.
Un mes más tarde su esposa Claudia realizó el mismo viaje, pero llegó a Río de Janeiro, donde debía reunirse con él. Sin embargo, al no encontrarlo allí realizó averiguaciones y logró determinar que no había podido cruzar la frontera argentino-brasileña. A pesar de sus pedidos de iniciar una investigación en Brasil, no logró ser escuchada dado que el gobierno de este país no se encontraba en la lista de desaparecidos.
Según la declaración de Silvia Noemí Tolchinsky -detenida-desaparecida sobreviviente del centro clandestino de detención Campo de Mayo (donde también desapareció su hermana Adelaida tres años antes)-, ella fue la última testigo que vio a Lorenzo Viñas con vida mientras estuvieron detenidos allí. De acuerdo con su relato, él ya llevaba unos 90 días y conservaba aun una fotografía de su hija. Posteriormente, según su relato, fue torturado y desaparecido, probablemente arrojado al río de la Plata en uno de los vuelos de la muerte.